# Pala di San Giobbe
La Pala di San Giobbe è un dipinto olio su tavola (471x258 cm) di Giovanni Bellini, databile al 1478 circa e conservato nelle Gallerie dell'Accademia di Venezia.

## Storia
La pala, considerata un caposaldo del periodo maturo dell'artista, venne dipinta per il secondo altare a destra della chiesa minorita di San Giobbe a Venezia. Scampata alle requisizioni napoleoniche ne fu deciso il trasferimento alla Gallerie nel 1815 per garantirne una migliore conservazione.
L'opera fu una sorta di risposta alla pala di San Cassiano di Antonello da Messina (1475-1476), della quale assimilò le novità e propose ulteriori stimoli. L'opera divenne subito una delle più rinomate del Bellini, venendo citata già nel De Urbe Sito di Sabellico (1487-1491).
La datazione dell'opera non è certa e, a parte qualche voce isolata (come Luigi Coletti, che data l'opera al 1470-75), tutti gli storici dell'arte propendono per collocarla nel 1478 o, al più tardi, entro il 1500. Jacopo Sansovino in un suo scritto del 1581 scrisse che l'opera di San Giobbe fu la prima pala a olio di Giovanni, il che anticiperebbe la datazione più a ridosso dell'esempio di Antonello. Purtroppo mancano riscontri con opere documentabili di quegli anni: i teleri che Giovanni dipinse dal 1479 per il Palazzo Ducale sono infatti perduti.

## Descrizione e stile
L'opera è una Sacra conversazione: attorno all'alto trono marmoreo di Maria col Bambino, ai cui piedi si trovano tre angeli musicanti, sono disposti simmetricamente sei santi, tre per parte: a sinistra san Francesco, Giovanni Battista e Giobbe, a destra i santi Domenico, Sebastiano e Ludovico di Tolosa. I santi vennero ripresi e imitati per decenni: san Francesco ad esempio ricompare quasi identico nella Pala di Castelfranco di Giorgione. 
La parte più straordinaria è rappresentata dalla volta a cassettoni che introduce prospetticamente alla composizione sacra, con pilastri ai lati, che sono uguali a quelli reali dell'altare originale. La nicchia profonda e ombrosa dello sfondo dilata lo spazio attorno al gruppo sacro, all'ombra di una calotta coperta da mosaici dorati nel più tipico stile veneziano. Si tratta quindi di un prolungamento virtuale dello spazio reale della navata, con figure al contempo monumentali e caldamente umane, grazie al ricco impasto cromatico. La luce si riverbera sui dettagli, venendo catturata dai mosaici o dagli strumenti musicali degli angeli.
Maria è raffigurata isolata e assorta nella sua maestà, con un Bambino molto simile nella fisionomia del viso a quello della Madonna Contarini, sempre all'Accademia, e il retaggio bizantino è ancora percepibile nell'iconico distacco della divinità, che la rende misteriosa e irraggiungibile.

## Galleria d'immagini

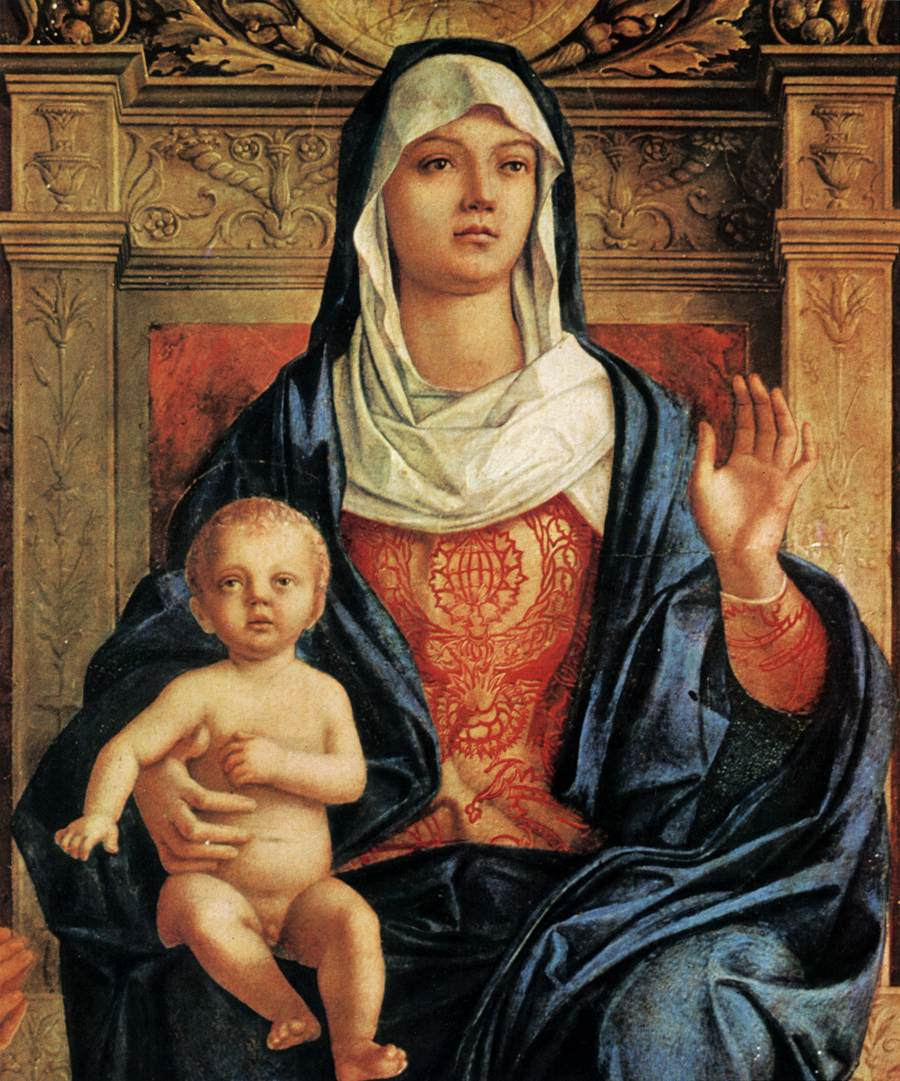
La Madonna col Bambino
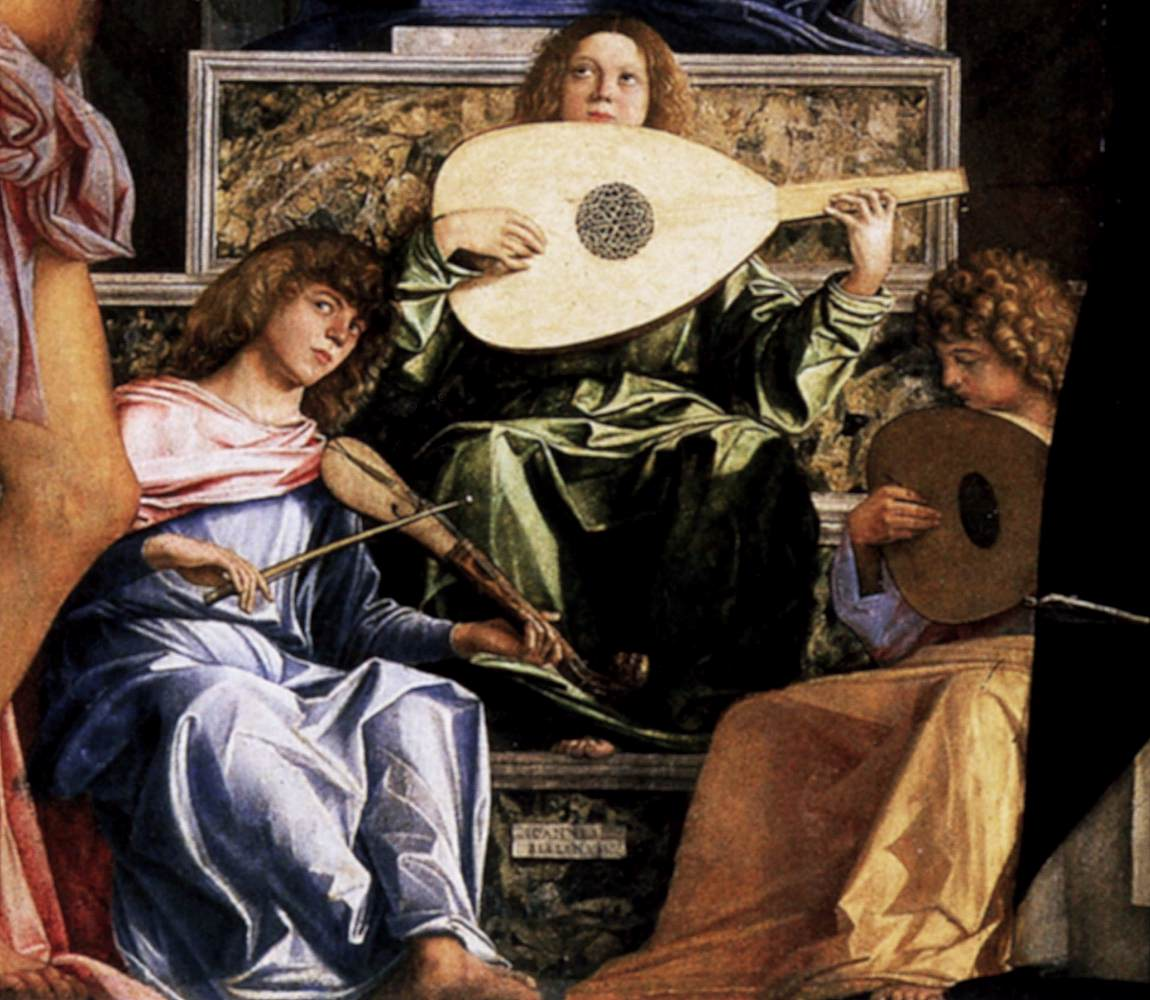
Gli angeli musicanti
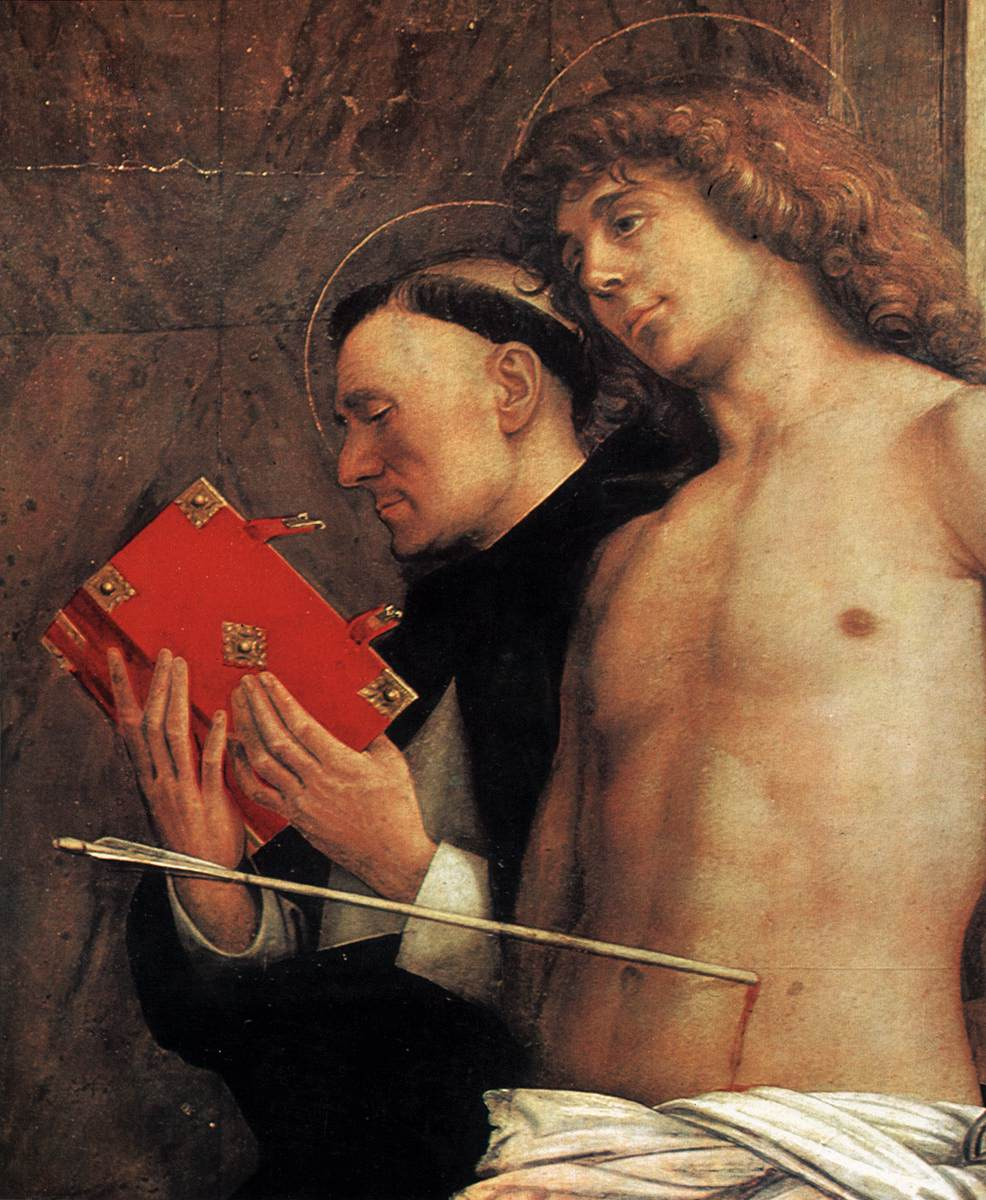
Domenico e Sebastiano